# Arici-de-mare

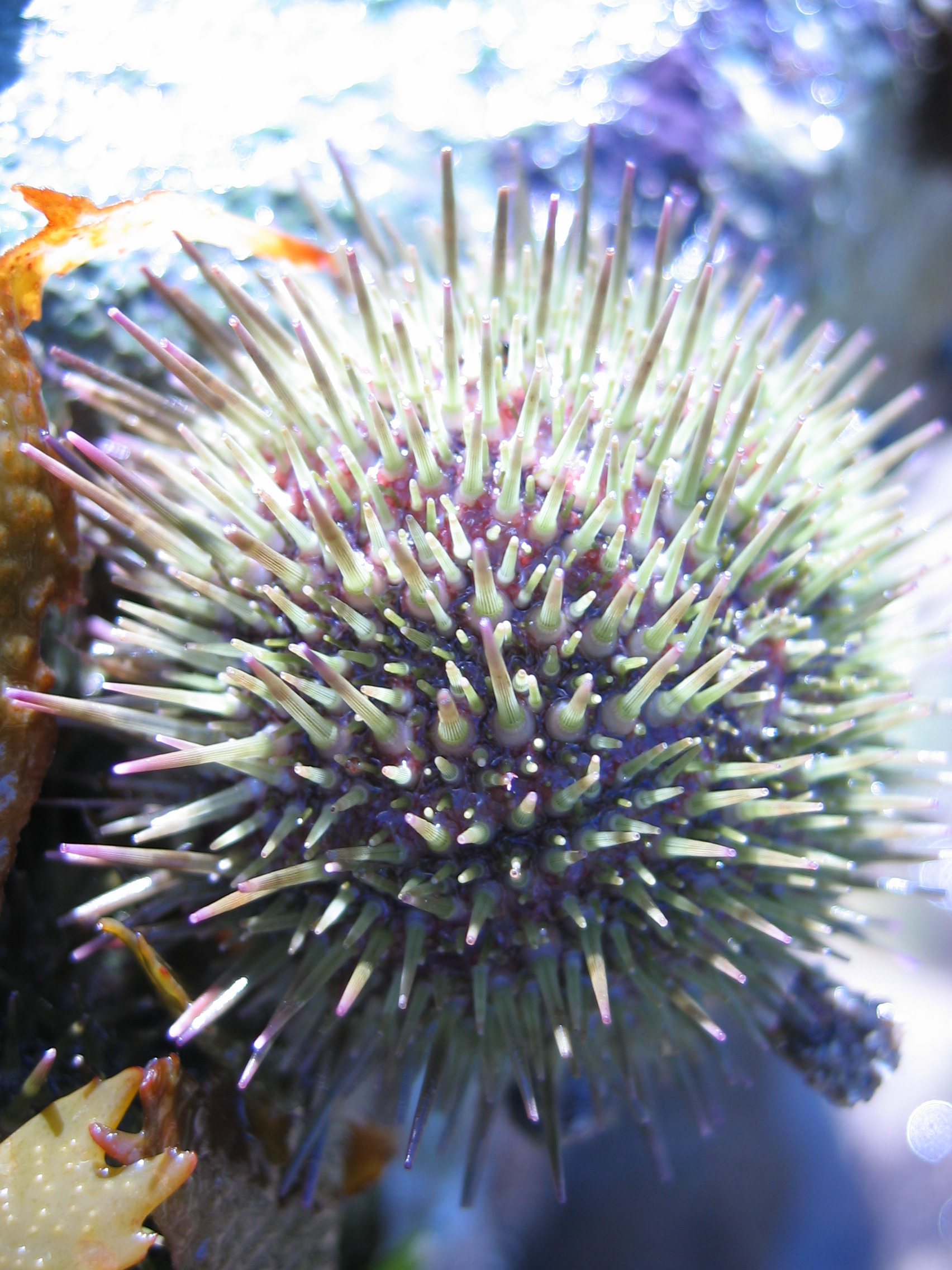
Arici-de-mare

Ariciul-de-mare, numit și echinidă (Echinus melo) este un animal echinoderm marin cu corpul sferic, acoperit cu țepi.